# 188867 Tin Ho
188867 Tin Ho este o planetă minoră (asteroid) din centura de asteroizi. A fost descoperită pe 21 octombrie 2006 la Lulin Observatory⁠(d) de Lin Hongqin⁠(d). 
Obiectul prezintă o orbită caracterizată de o semiaxă mare de 2,361661820194 UAi, o excentricitate de 0,20492643429597, o înclinație de 4,5302771882793 ° în raport cu ecliptica.